# Санг Йонг Рекстън
Рекстън (Rexton) е модел високопроходим автомобил на южнокорейския SUV-специалист SsangYong Motor Company. Технологично базиран на платформата на Mercedes-Benz M-Class, Рекстън съчетава лекотата на управление и комфорта на лимузина със здравината и проходимостта на военен всъдеход. Предлага се в 5 или 7-местна конфигурация на седалките, без разлика в междуосието и в размерите на купето. Дизайнът на Рекстън е създаден в торинското студио Италдизайн (Italdesign) от легендарния Джорджето Джуджаро (Giorgietto Giugiaro).
Производството на Рекстън стартира в края 2001 г. а през 2004, 2006, 2013 и 2015 г. моделът претърпява фейслифт и технологично усъвършенстване. От началото на 2016 година третото поколение на Rexton получава нов дизелов двигател с директно впръскване и работен обем 2.2 л, както и 7G-Tronic автоматична трансмисия от Mercedes-Benz.
Поради факта, че е шаси-базиран и издръжлив на екстремна екплоатация, от самото си създаване до днес Рекстън е на въоръжение в армията на своята родина Южна Корея.
Доставяните на територията на ЕС (включително България) високопроходими автомобили Рекстън се произвеждат в завода на SSang Yong в Pyongtaek (Южна Корея) при тристепенна система за качествен контрол и в съответствие с технологичните и екологични норми на ЕС.

## Първо поколение (2001–2006)

### Галерия
- Попфолк звездите Екстра Нина (България) и Бобан Здравкович (Сърбия) включват Рекстън в своите видеоклипове
- Рекстън е истински проходим всъдеход с високоякостна рама тип „стълба“ и 4х4 система със заключване на диференциала
- През 2004 г. Рекстън стана най-продаваният всъдеход в своя клас на територията на България.

Второ поколение (2006–2013)
- Второто поколение на всъдехода Рекстън (Rexton II)
- Второто поколение на всъдехода Рекстън (Rexton II)
- Второто поколение на всъдехода Рекстън (Rexton II)
- Второто поколение на всъдехода Рекстън (Rexton II)

## Трето поколение (2013–до днес)

### Галерия
- Премиера на Rexton W в България – юни 2013 г.
- Премиера на Rexton W в България – юни 2013 г.
- Премиера на Rexton W в България – юни 2013 г.
- Rexton W представен от Ratola на Пловдивски панаир – октомври 2013 г.
- Rexton W е предпочитан от южнокорейската армия заради своята здравина, проходимост и надеждност
- Всъдеходи Рекстън се използват за охрана на националните паркове на България.